# Mesa Rica, Sonora
Mesa Rica är en ort i Mexiko.   Den ligger i kommunen San Luis Río Colorado och delstaten Sonora, i den nordvästra delen av landet, 2 100 km nordväst om huvudstaden Mexico City. Mesa Rica ligger 10 meter över havet och antalet invånare är 497.
Terrängen runt Mesa Rica är mycket platt. Runt Mesa Rica är det glesbefolkat, med 19 invånare per kvadratkilometer. Närmaste större samhälle är Estación Coahuila, 9,8 km nordväst om Mesa Rica. Trakten runt Mesa Rica är ofruktbar med lite eller ingen växtlighet.